# جائحة فيروس كورونا في مارتينيك
توثق هذه المقالة آثار جائحة فيروس كورونا 2019-2020 في إقليم مارتينيك الفرنسي لما وراء البحار، وقد لا تشمل جميع الاستجابات والإجراءات الرئيسية حتى الآن.

## خلفية
في 12 يناير 2020، أكدت منظمة الصحة العالمية عن ظهور فيروس كورونا المستجد كسبب للمرض التنفسي الذي أصاب مجموعة من الأشخاص في مدينة ووهان، مقاطعة خوبي، الصين، إذ أُبلغ عنهم إلى منظمة الصحة العالمية في 31 ديسمبر 2019. كانت نسبة الوفيات بين الحالات المُشخصة بكوفيد-19 أقل بكثير من جائحة فيروس سارس في عام 2003، لكن انتقال العدوى كان أكبر، والوفيات أيضًا.

## الجدول الزمني
- في 5 مارس 2020، سُجلت الحالتين الأوليين.[6]

- في 15 مارس 2020، سُجلت الوفاة الأولى مرتبطة بالفيروس و 15 مريضاً مصاباً.[7]
- في 20 مارس 2020 ، أصدر حاكم مارتينيك مرسومًا تقييديًا بحظر جميع شواطئ وأنهار الجزيرة لمدة شهر. وكذلك منع التجوال.[8]